# توني باسل
توني باسل (بالإنجليزية: Toni Basil)‏ (و. 1943  م) هي مغنية مؤلفة، ومخرجة أفلام، ومغنية، وموسيقية، ومصممة رقص، وممثلة تلفزيونية، وممثلة أفلام أمريكية، ولدت في فيلادلفيا.

## وصلات خارجية
- توني باسل على موقع IMDb (الإنجليزية)
- توني باسل على موقع روتن توميتوز (الإنجليزية)
- توني باسل على موقع ألو سيني (الفرنسية)
- توني باسل على موقع ميوزك برينز (الإنجليزية)
- توني باسل على موقع أول موفي (الإنجليزية)
- توني باسل على موقع قاعدة بيانات برودواي على الإنترنت (الإنجليزية)
- توني باسل على موقع قاعدة بيانات الأفلام السويدية (السويدية)
- توني باسل على موقع إن إن دي بي (الإنجليزية)
- توني باسل على موقع أول ميوزيك (الإنجليزية)
- توني باسل على موقع ديسكوغز (الإنجليزية)